# Київський військовий округ
Червонопрапорний Ки́ївський військо́вий о́круг (КВО) — одиниця військово-адміністративного поділу в Російській імперії, Українській Народній Республіці, а згодом у СРСР та Україні.

## Історія

### Російська імперія
Київський військовий округ було створено 6 липня 1862 року в ході військової реформи як військово-адміністративну одиницю зі штабом у Києві. Округ створювався з метою децентралізації та вдосконалення військового управління в Російській імперії. Командувач округом керував оперативними, стройовими та господарськими справами військових з'єднань і частин округу та підвідомчих йому установ. Штаб округу займався підготовкою до мобілізації, передислокацією військ у випадку війни, відав їх розташуванням у мирний час, стройовою та бойовою підготовкою військ, збором даних про ймовірного противника в прикордонній смузі, кадровими питаннями, опікувався артилерійським, інженерним, інтендантським, санітарним та ветеринарним забезпеченням військ, забезпечував військове судочинство.

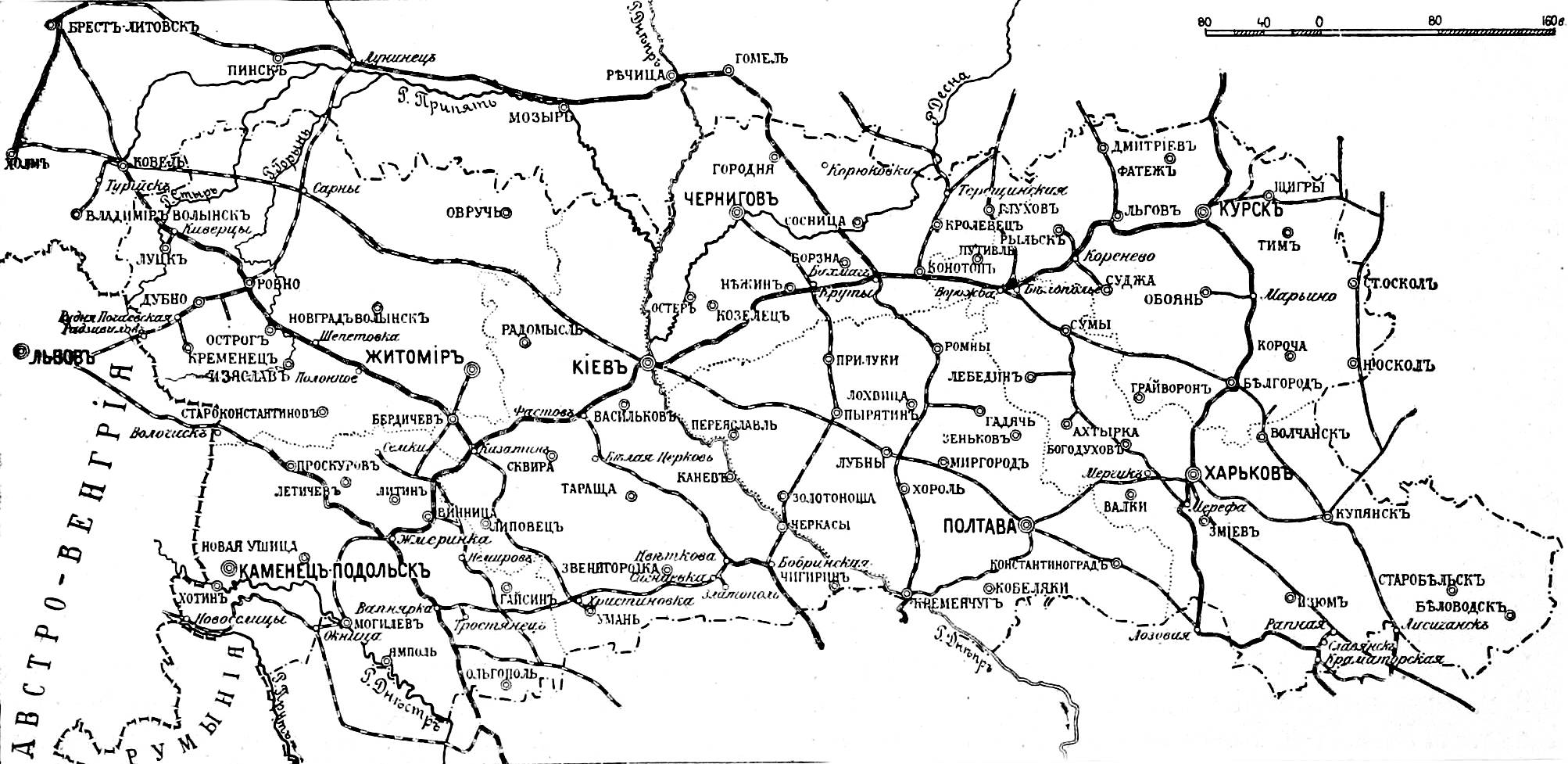
Київський військовий округ

Спочатку КВО займав територію Київської, Подільської (без Балтського повіту) та Волинської губерній.
У 1869 Хотинський повіт Бессарабської губернії з Одеського військового округу був переданий до складу КВО.
У 1888 у зв'язку з ліквідацією Харківського військового округу КВО був поширений також на територію Харківської, Чернігівської, Полтавської та Курської губернії (дві останні 17 квітня 1917 року були включені до складу Московського військового округу).
Дніпро розділяв округ на 2 частини — східну і західну. Південна частина західної половини КВО включала ділянку південно-західного театру воєнних дій на прикордонні з Австро-Угорською імперією. Східна половина військового округу, де ведення бойових дій не планувалося, разом із задніпровськими губерніями ця територія була базою всієї західної прикордонної смуги. На 15 серпня 1896 на території округу дислокувалося 166 батальйонів, 73 ескадрони, 48 сотень, 434 одиниці техніки, 24 комендатури, 2 шпиталі, 5 лазаретів тощо. Територію КВО перетинали залізниці: Київ—Козятин (нині місто Вінницької області) — Здолбунів—Ковель; Київ—Сарни—Ковель—Брест-Литовськ (нині м. Брест, Білорусь); шосейна дорога — Київ—Житомир—Рівне—Брест-Литовськ з короткими відгалуженнями в р-ні Рівного і Луцька в напрямку кордону. Київський військовий округ розділявся також на 3 прикордонні райони — Північний, Південний і Придніпровський.
У 1907 із складу Київського військового округу до Варшавського військового округу відійшов Володимир-Волинський повіт разом з повітовим містом і Ковельський повіт Волинської губернії.
Округ охоплював територію 6018 квадратних миль з населенням 23,2 млн чоловік.
З початком Першої світової війни перейменований на Київський військовий округ на театрі військових дій. Станом на 1914 в КВО дислокувалися такі частини (не всі з них розташовувалися на території сучасної України):
- 9-й АК: 5 пд (штаб — Житомир; 17, 18, 19, 20 пп, 5 абр), 42 пд (штаб — Київ; 165, 166, 167, 168 пп, 42 абр), 9 кд (штаб — Київ; 9 дп, 9 уп, 9 гп, 1 Уральський кзп, 9 кадн), 9 мадн, 6 сб, 6 пб, 4 ір
- 10-й АК (штаб — Харків): 9 пд (штаб — Полтава; 33, 34, 35, 36 пп, 9 абр), 31 пд (штаб — Харків; 121, 122, 123, 124 пп, 31 абр), 10 кд (штаб — Харків; 10 дп, 10 уп, 1 Оренбурзький кзп, 3 дкдн), 10 мадн, 7 сб
- 11-й АК (штаб — Рівне): 11 пд (штаб — Луцьк; 41, 42, 43, 44 пп, 11 абр), 32 пд (штаб — Рівне; 125, 126, 127, 128 пп, 32 абр), 11 кд (штаб — Дубно; 11 дп, 11 уп, 11 гп, 12 Донський кзп, 11 кадн), 11 мадн, 21 сб
- 12-й АК (штаб — Вінниця): 12 пд (штаб — Хмельницький; 45, 46, 47, 48 пп, 12 абр), 19 пд (штаб — Умань; 73, 74, 75, 76 пп, 19 абр), 3 осбр (штаб — Жмеринка; 9, 10, 11, 12 сп), 3 садн, 2 Донська (Збірна) кзд (штаб — Кам'янець-Подільський), 12 кд (штаб — Хмельницький; 12 дп, 12 уп, 12 гп, 3 Уфімсько-Самарський кзп, 2 дкдн), 12 мадн, 5 сб, 4 та 5 об, 10 пр
- 21-й АК (штаб — Київ): 33 пд (штаб — Київ; 129, 130, 131, 132 пп, 33 абр), 44 пд (на території сучасної України дислокувалися тільки 175, 176 пп, 44 абр), 21 мадн, 4 тадн, 14 сб, 5 пб

У ході мобілізації на основі Київського військового округу було сформовано 3-тю та 8-му російські армії. Сам округ упродовж війни був районом зосередження тилових резервних частин Південно-Західного фронту.
Влітку 1917 року основу військ Київського військового округу (близько 400 тисяч осіб) становили запасні частини, формування ополченців, військові навчальні заклади тощо. Командувачами округом у 1917 році були генерал М.Тодорович та полковник Костянтин Оберучев.

### Українська революція

Колона танків Т-37А на маневрах військ Київського військового округа. 1937

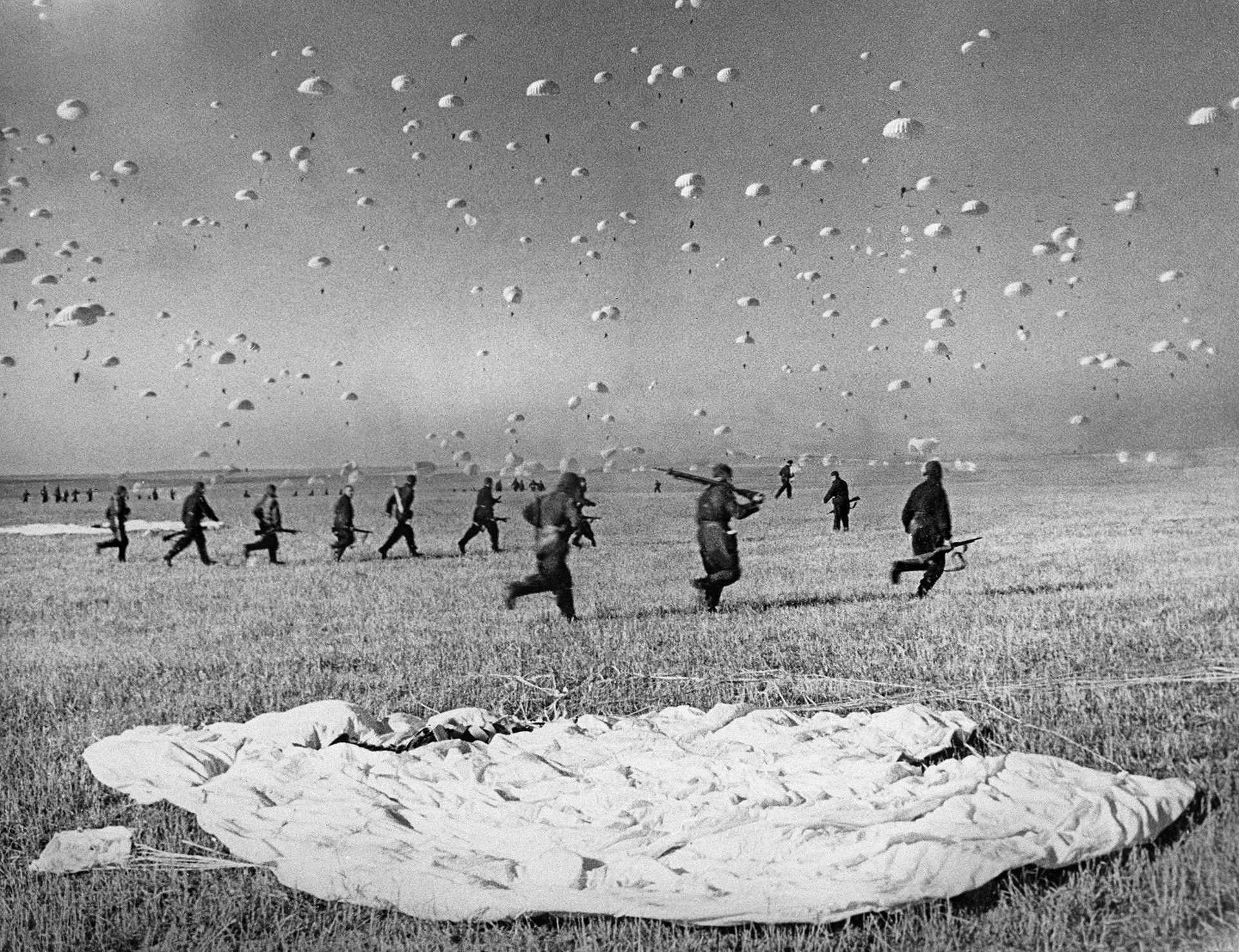
Висадка першого масового повітряного десанту на навчаннях Київського військового округу. Вересень 1935

Після Лютневої революції 1917 КВО став центром розгортання українського військового руху. Наприкінці червня 1917 року загальна чисельність українізованих частин округу становила понад 50 тисяч військовослужбовців.
Після Жовтневого перевороту у Петрограді віддані Тимчасовому урядові війська, що концентрувалися навколо штабу Київського військового округу, зробили спробу перебрати на себе владу у Києві, проте зазнали поразки від більшовиків та збройних формувань Центральної Ради.
З проголошенням 7 листопада 1917 року Української Народної Республіки генеральне секретарство військових справ 14 листопада 1917 року видало розпорядження про подальшу українізацію Київського військового округу, призначило його командувачем полковника В. Павленка, пізніше — капітана української армії М. Шинкаря. Київський військовий округ Збройних сил УНР припинив своє існування наприкінці січня 1918 року після відступу українських військ з Києва.

### Радянські часи
Згодом Київський військовий округ було відтворено. За наказом народного комісару військових справ Української РСР М. Подвойського від 12 березня 1919 року були утворені Київський, Харківський, пізніше Одеський округи. Київський включав територію Київської, Чернігівської, пізніше Подільської, Волинської губерній, управління перебувало в Києві. У серпні 1919 року Київський військовий округ Збройних сил Української СРР припинив своє існування у зв'язку з взяттям Києва військами генерала Денікіна та прийняттям 1 червня 1919 року Всеросійським ЦВК декрету щодо об'єднання збройних сил радянських республік.
Знову створений за наказом Реввійськради РРФСР від 23 січня 1920 року. Спочатку обіймав територію Київської, Чернігівської, Подільської, Волинської і Херсонської губерній, пізніше до складу округу були включені Полтавська і Кременчуцька губернії. Ліквідований у квітні 1922 року у зв'язку з реорганізацією Червоної армії та створенням Збройних сил України і Криму, а пізніше — Українського військового округу (УВО).
Поновлений в 1935 році. Наприкінці 1930-х рр. під час Великого терору значна кількість командного складу КВО була репресована. Серед них — командувачі округом Йона Якір, Іван Федько, всі дев'ять командирів корпусів, 24 з 25 командирів дивізій, 5 з 9 командирів бригад, 87 з 135 командирів полків. Постановою Головної Військової Ради РСЧА від 26 липня 1938 року КВО було перетворено на Київський особливий військовий округ (КОВО). Утворений на базі управління КОВО Український фронт у складі 5-ї, 6-ї, 12-ї армій та армійської кавалерійської групи брав участь у радянсько-польській (Вересневій) війні 1939 року. Ряд частин і з'єднань КОВО, зокрема 7-ма Чернігівська і 44-та Київська стрілецькі дивізії були задіяні у радянсько-фінській війні 1939-40 рр.. Також з частин і з'єднань КОВО формувався Південний фронт, війська якого влітку 1940 року брали участь у приєднанні до СРСР Бессарабії та Північної Буковини.
З початком Німецько-радянської війни, на базі КОВО створено Південно-Західний фронт, війська якого здійснювали оборону України та Києва. 10 вересня 1941 року управління округу було розформоване, оскільки територія округу була окупована німецькими військами. 15 жовтня 1943 року, після звільнення території, КВО був відновлений і активно задіяний у мобілізації українського населення до Червоної армії. Надалі територія Київського військового округу постійно змінювалась.
З 1977 року вона охоплювала Дніпропетровську, Донецьку, Київську, Кіровоградську, Луганську, Полтавську, Сумську, Харківську, Черкаську та Чернігівську області УРСР. До Другої світової війни штаб КВО перебував у Києві на вул. Банковій, 11 (тепер — будинок Адміністрації Президента); після війни — у будинку колишнього кадетського корпусу на Повітрофлотському проспекті, 6.

### Україна
Після розпаду СРСР війська КВО стали основою для формування Збройних сил України. У ході військової реформи Київський військовий округ 1 листопада 1992 року було ліквідовано. На базі управління було сформовано центральний апарат Міністерства оборони України. Війська округу увійшли до складу Територіального управління «Північ», сформованого на базі управління 1-го армійського корпусу (1-ї армії, м. Чернігів).

## Структура

### 1990
Округ підпорядковувався головнокомандувачу Південно-Західного напрямку (штаб — Кишинів). На території округу дислокувалися 2 гвардійські армії (6-та танкова та 1-ша загальновійськова), з'єднання центрального й окружного підпорядкування. Авіаційну підтримку Південно-Західному напрямку та Київському військовому округу здійснювали 17-та та 24-та повітряні армії, а повітряне прикриття — 8-ма окрема армія ППО.
Всього в 1990 р. в окрузі знаходилось приблизно 150 тис. військовослужбовців, 1,5 тис. танків, 1,5 тис. бойових броньованих машин, 700 гармат, мінометів і РСЗВ, 100 бойових і транспортних гелікоптерів.
- Штаб округу — Київ

#### З'єднання й частини окружного підпорядкування
- 368-й окремий батальйон охорони та забезпечення, Київ
- 9-та окрема бригада спеціального призначення (Кіровоград)
- 23-тя десантно-штурмова бригада, Кременчук
- 159-та гвардійська ракетна бригада, Кіровоград (18 ОТР 9К72 «Ельбрус»)
- 459-та ракетна бригада, Біла Церква (12 ОТР 9К79 «Точка»)
- 137-ма зенітна ракетна бригада, Гончарівське (27 ЗРК 2К11А «Круг-А»)
- 281-ша гарматна артилерійська бригада, Дівички (72 2А36 «Гіацинт-Б»)
- 182-га протитанкова артилерійська бригада, Луганськ
- 147-й окремий розвідувальний артилерійський дивізіон
- 51-й окремий гвардійський гелікоптерний полк, Олександрія (29 Мі-8, 26 Мі-6)
- 94-та окрема ескадрилья безпілотних засобів розвідки, Олександрія
- 205-та інженерна бригада, Бровари
- 209-та інженерна бригада
- 313-та інженерна бригада, Бровари
- 16-й понтонно-мостовий полк, Київ
- 8-й окремий переправочно-десантний батальйон, Охтирка
- 7-ма бригада зв'язку ВГК
- 7-й окремий полк урядового зв'язку, Винники
- 15-та бригада зв'язку РГК, Семиполки
- 16-та бригада зв'язку РГК, Семиполки
- 243-й окремий батальйон тропосферного зв'язку, Маньківка
- 653-й окремий батальйон тропосферного зв'язку, Гайсин
- 113-та Проскурівська орденів Богдана Хмельницького, Олександра Невського бригада зв'язку, Гостомель
- 74-та радіотехнічна бригада, Фастів
- 208-ма окрема бригада хімічного захисту, Сєвєродонецьк
- 103-тя бригада матеріального забезпечення (штаб)
- 104-та бригада матеріального забезпечення (штаб)
- 18-та автомобільна бригада (штаб)
- 21-ша автомобільна бригада (штаб)
- 132-га трубопровідна бригада, Бровари

Склади окружного підпорядкування
- 658-й окружний інженерний склад, Ольшаниця

Ремонтні підприємства окружного підпорядкування
- 7-й бронетанковий ремонтний завод, Київ
- 72-га центральна артилерійська база озброєння (засобів управління), Кегичівка
- 80-та центральна інженерна база, Ніжин
- 115-й бронетанковий ремонтний завод, Харків
- 126-та авторемонтна база, Харків
- 546-та центральна хімічна база ремонту і зберігання, Полтава
- 623-тя центральна інженерна база, Харків
- 2347-ма центральна артилерійська база озброєння, Полтава

Бази зберігання майна окружного підпорядкування
- 835-та база зберігання майна, Малинівка
- 873-тя база зберігання майна (артилерія), Дівички
- 2897-ма база зберігання майна (зв'язку), Новомосковськ
- 5197-ма база зберігання майна (зв'язку), Луганськ (4-та гвардійська мотострілецька дивізія)
- 36-та мотострілецька дивізія, Бахмут
  - 35-й танковий полк
  - 103-й мотострілецький полк
  - 143-й мотострілецький полк, Комунарськ
- 46-та мотострілецька дивізія, Луганськ
  - танковий полк
  - 875-й мотострілецький полк
  - 1215-й мотострілецький полк
  - мотострілецький полк
  - артилерійський полк
  - зенітний ракетний полк
- 169-й гвардійський окружний навчальний центр — переформована 48-ма гвардійська навчальна танкова дивізія, Десна
  - 5-й гвардійський навчальний танковий Новоросійський Червонопрапорний, орденів Суворова і Богдана Хмельницького полк, Десна (60 Т-64, 5 БТР-50ПУ)
  - 300-й навчальний танковий полк, Десна (90 Т-64)
  - 389-й навчальний танковий полк, Десна (83 Т-64, 7 Т-55)
  - 354-й навчальний мотострілецький полк, Десна (116 БМП-2, 98 БМП-1, 9 БТР-70, 4 БТР-60)
  - 467-й навчальний артилерійський полк, Десна (18 2С1 «Гвоздика», 36 2С3 «Акація», 9 Д-30, 14 2С12 «Сані», 8 БМ-21 «Град»
  - 1121-й навчальний зенітний артилерійський полк, Десна
  - 1377-й окремий навчальний розвідувальний батальйон, Десна (14 БМП-2, 4 БРМ-1К)
  - 554-й окремий навчальний батальйон зв'язку, Десна
- Всього: 240 танків, 232 БМП, 13 БТР, 54 САУ, 12 гармат, 19 мінометів, 8 РСЗВ
- 254-та мотострілецька Черкаська ордена Леніна, Червонопрапорна, орденів Суворова, Кутузова і Богдана Хмельницького дивізія, Бахмут — виведена зі складу Південної групи військ (Угорщина) на місце дислокації розформованої 36-ї мотострілецької дивізії.
  - 5-й мотострілецький полк, Комунарськ (40 Т-64, 23 БТР-70, 122 БТР-60, 2 БМП-2, 4 БМП-1, 2 БРМ-1К, 18 2С1 «Гвоздика», 18 2С12 «Сані»)
  - 78-й мотострілецький полк, Бахмут (41 Т-64, 130 БТР-60, 2 БМП-2, 4 БМП-1, 2 БРМ-1К), 18 2С1 «Гвоздика»)
  - 95-й мотострілецький полк, Луганськ (40 Т-64, 58 БМП-2, 73 БМП-1, 2 БРМ-1К, 1 БТР-60 18 2С1 «Гвоздика»)
  - 66-й танковий полк, Трьохізбенка (94 Т-64, 12 БМП-2, 5 БМП-1, 2 БРМ-1К, 18 2С1 «Гвоздика»)
  - 297-й самохідно-артилерійський полк, Бахмут (54 2С3 «Акація», 18 БМ-21 «Град»
  - 1215-й зенітний ракетний полк, Луганськ
  - 456-й окремий протитанковий артилерійський дивізіон
  - 15-й окремий розвідувальний батальйон, Трьохізбенка (6 Т-64, 8 БМП-1, 7 БРМ-1К, 6 БТР-70, 1 БТР-60)
  - 421-й окремий інженерно-саперний батальйон, Трьохізбенка (4 БТР-60)
  - 673-й окремий батальйон зв'язку
  - 1120-й окремий батальйон матеріального забезпечення
  - 72-й окремий ремонтно-відновлювальний батальйон
  - 271-й окремий медико-санітарний батальйон
- Всього: 221 танк, 183 БМП, 288 БТР, 126 САУ, 12 мінометів, 18 РСЗВ

У 1991 році окрузі була підпорядкована виведена з Польщі зі складу ПнГВ:
- 20-та танкова Звенигородська Червонопрапорна дивізія, Харків

В 1991 році окрузі підпорядкована виведена з Східної Німеччини зі складу ЗГВ:
- 7-ма гвардійська танкова Київсько-Берлінська ордена Леніна двічі Червонопрапорна ордена Суворова дивізія, Пирятин
- 32-га гвардійська танкова Полтавська Червонопрапорна орденів Суворова і Кутузова дивізія, Кривий Ріг
- 39-та гвардійська мотострілецька Барвінківська ордена Леніна двічі Червонопрапорна орденів Суворова і Богдана Хмельницького дивізія, Біла Церква
- 25-та танкова Червонопрапорна дивізія, Чугуїв

#### 1-ша гвардійська загальновійськова армія
На 19 листопада 1990 р. у з'єднаннях і на базах зберігання армії були 763 танка (в тому числі 381 Т-64, а решта — типу Т-54/55), 617 БМП і БТР, 324 гармати, міномети й РСЗВ. Крім того, армія мала у своєму розпорядженні 12 бойових і 11 транспортних гелікоптерів
- Штаб — Чернігів
- 123-тя ракетна бригада, Конотоп (12 ОТР 9К79 «Точка»)
- 108-ма зенітна ракетна бригада, Золотоноша (27 ЗРК 2К11А «Круг-А»)
- 71-й гарматний артилерійський полк, Фастів (24 2А36 «Гіацинт-Б», 36 Д-20
- 976-й протитанковий артилерійський полк, Фастів
- 961-й реактивний артилерійський полк, Фастів (36 БМ-21 «Град»)
- 908-й окремий десантно-штурмовий батальйон, Гончарівське
- 820-та окрема рота спеціального призначення, Чернігів[4]
- 318-та окрема гелікоптерна ескадрилья вогневої підтримки, Біла Церква (12 Мі-24, 6 Мі-8)
- 30-та окрема змішана авіаційна ескадрилья, Гончарівське (5 Мі-8)
- 30-й окремий полк зв'язку, Чернігів
- 92-й окремий радіотехнічний батальйон, Чернігів
- 104-й окремий інженерно-саперний батальйон
- 832-й окремий батальйон розвідки зараження, Чернігів
- 102-га бригада матеріального забезпечення (штаб)

Бази зберігання майна, озброєння та техніки армійського підпорядкування
- 6289-та база зберігання майна, Черкаси — розформована 41-ша гвардійська танкова
- 4214-та база зберігання військової техніки, Пирятин (187 Т-64, 11 БМП-1, 15 БРМ-1К, 12 БМ-21 «Град» — розформована 136-та мотострілецька дивізія
- 5193-тя гвардійська база зберігання військової техніки, Умань (210 Т-54, 11 БМП-1, 10 БРМ-1К, 12 9К55 «Град-1», 22 МТ-ЛБТ — розформована 204-та мотострілецька дивізія
- 5198-ма база зберігання військової техніки, Конотоп (172 Т-55, 28 БМП-1, 15 БРМ-1К, 12 БМ-21 «Град», 22 МТ-ЛБТ — розформована 172-га мотострілецька дивізія
- 25-та гвардійська мотострілецька Синельниківсько-Будапештська Червонопрапорна, орденів Суворова і Богдана Хмельницького дивізія імені В. І. Чапаєва, Лубни
  - 132-й гвардійський мотострілецький Червонопрапорний, орденів Суворова і Кутузова полк, Лубни (10 Т-64, 9 БТР-60, 2 БМП-1, 2 БРМ-1К), 12 Д-30)
  - 136-й гвардійський мотострілецький Червонопрапорний полк, Лубни (10 Т-64, 9 БТР-60, 2 БМП-1, 2 БРМ-1К), 12 Д-30)
  - 426-й гвардійський мотострілецький полк, Лубни (10 Т-64, 19 БМП-1, 2 БРМ-1К, 3 БТР-60, 12 2С1 «Гвоздика»)
  - 280-й танковий полк, Гончарівське (31 Т-64, 2 БМП-1, 2 БРМ-1К, 12 2С1 «Гвоздика», 29 МТ-ЛБТ)
  - 53-й гвардійський самохідно-артилерійський полк, Лубни (12 БМ-21 «Град», 22 МТ-ЛБТ
  - 1175-й зенітний ракетний полк
  - 130-й окремий розвідувальний батальйон, Лубни (10 БМП-1, 7 БРМ-1К, 6 БТР-60)
  - 34-й окремий батальйон зв'язку, Лубни
  - 28-й окремий інженерно-саперний батальйон, Лубни
  - 1090-й окремий батальйон матеріального забезпечення
  - 350-й окремий ремонтно-відновлювальний батальйон
- Всього: 61 танк, 50 БМП, 9 БТР, 24 гармати, 24 САУ, 12 РСЗВ
- 41-ша гвадійська танкова Корсунсько-Дунайська ордена Суворова дивізія (64 гв. мсп, 1001 гв. сап, 1091 зрп ??)
  - 208-й танковий Червонопрапорний полк, в/ч 12970;
  - 305-й танковий Любанський ордена Червоної Зірки полк, в/ч 48752;
  - 309-й танковий Ленінградський Червонопрапорний ордена Суворова II ступеня полк імені С. М. Кірова, в/ч 67717
  - 425-й гвардійський мотострілецький Будапештський орденів Кутузова та Суворова полк, в/ч 59332
  - 866-й гвардійський артилерійський Кишинівський орденів Кутузова і Олександра Невского полк, в/ч 35666
  - 947-й зенітний артилерійський полк, в/ч 10800
  - 500-й окремий ракетний дивізіон. в/ч 67689
  - 73-й окремий розвідувальний батальйон, в/ч 43061
  - 174-й окремий гвардійський батальйон зв'язку, в/ч 59368
  - 44-й окремий гвардійський інженерно-саперний батальйон, в/ч 22062
  - 514-та окрема медико-санітарна рота, в/ч 01377
- 72-га гвардійська мотострілецька Красноградська Червонопрапорна дивізія, Біла Церква
  - 222-й гвардійський мотострілецький ордена Леніна, Червонопрапорний полк, Біла Церква (21 Т-64, 130 БМП-2, 2 БРМ-1К, 16 БТР-70, 12 2С1 «Гвоздика»
  - 224-й гвардійський мотострілецький ордена Олександра Невського полк, Біла Церква (21 Т-64, БТР-80, 3 БМП-2, 1 БМП-1, 2 БРМ-1К, 12 2С1 «Гвоздика»
  - 229-й гвардійський мотострілецький ордена Кутузова полк, Біла Церква (21 Т-64, 130 БМП-2, 2 БРМ-1К, 12 2С1 «Гвоздика»
  - 292-й танковий полк, Гончарівське (70 Т-64, 14 БМП-2, 2 БРМ-1К), 12 2С1 «Гвоздика»
  - 155-й гвардійський самохідно-артилерійський Червонопрапорний, ордена Кутузова полк, Сміла (36 2С3 «Акація», 12 БМ-21 «Град», 18 МТ-ЛБТ
  - 1129-й зенітний ракетний полк, Біла Церква
  - 1345-й окремий протитанковий артилерійський дивізіон
  - 117-й окремий розвідувальний батальйон, Біла Церква (10 БМП-2, 7 БРМ-1К, 6 БТР-80)
  - 538-й окремий батальйон зв'язку, Біла Церква
  - 220-й окремий інженерно-саперний батальйон, Біла Церква
  - 892-й окремий батальйон матеріального забезпечення
  - 280-й окремий ремонтно-відновлювальний батальйон
- Всього: 133 танка, 304 БМП, 147 БТР, 84 САУ, 36 мінометів, 12 РСЗВ
- 136-та мотострілецька дивізія, Пирятин
- 172-га мотострілецька дивізія, Конотоп

#### 6-та гвардійська танкова армія
На 19 листопада 1990 року з урахуванням техніки, що прибула до цього часу зі складу 93-ї гвардійської мотострілецької дивізії, армія мала у своєму розпорядженні 462 танки (всі — типу Т-64), 228 БМП і БТР, 218 гармат, мінометів і РСЗВ, а також 5 транспортних гелікоптерів.
- Штаб — Дніпропетровськ
- 169-та ракетна бригада
- 269-та зенітна ракетна бригада (27 ЗРК 2К11А «Круг-А»)
- 977-й протитанковий артилерійський полк, Новомосковськ
- 16-та окрема змішана авіаційна ескадрилья, Підгородне (4 Мі-8, 1 Мі-6)
- 121-й окремий гвардійський Фокшансько-Мукденський орденів Олександра Невського, Червоної Зірки полк зв'язку, Дніпропетровськ
- 93-й окремий радіотехнічний батальйон, Дніпропетровськ
- 17-та гвардійська танкова Криворізька Червонопрапорна, ордена Суворова дивізія, Кривий Ріг (224 тп ?)
  - 25-й танковий полк, Кривий Ріг (31 Т-64, 8 БМП-1, 2 БРМ-1К, 12 БТР-70, 12 2С1 «Гвоздика», 4 2С12 «Сані»
  - 92-й танковий полк, Кривий Ріг (32 Т-64, 8 БМП-1, 2 БРМ-1К, 12 2С1 «Гвоздика», 4 2С12 «Сані»
  - 230-й гвардійський танковий Могильовський ордена Суворова полк, Кривий Ріг (31 Т-64, 8 БМП-1, 2 БРМ-1К, 12 2С1 «Гвоздика», 4 2С12 «Сані»
  - 187-й мотострілецький полк, Кривий Ріг (10 Т-64, 3 БМП-1, 2 БРМ-1К, 12 2С1 «Гвоздика», 8 2С12 «Сані»
  - 869-й самохідно-артилерійський полк, Кривий Ріг (15 2С3 «Акація», 3 2С1 «Гвоздика», 2 Д-30)
  - 1069-й зенітний ракетний полк, Кривий Ріг
  - 74-й окремий розвідувальний батальйон, Кривий Ріг (3 БМП-1, 7 БРМ-1К)
  - 28-й окремий батальйон зв'язку, Кривий Ріг
  - 26-й окремий інженерно-саперний батальйон, Кривий Ріг
  - 1055-й окремий батальйон матеріального забезпечення
  - 129-й окремий ремонтно-відновлювальний батальйон
- Всього: 104 танки, 45 БМП, 12 БТР, 66 САУ, 2 гармати, 23 міномета, 12 РСЗВ
- 22-га гвардійська танкова Черкаська Червонопрапорна ордена Богдана Хмельницького дивізія, Черкаське
- 42-га гвардійська танкова Прилуцька ордена Леніна Червонопрапорна ордена Богдана Хмельницького дивізія, Жданівка/Новомосковськ — переозброєна танками Т-64, згодом переформована в 5359-ту гвардійську Прилуцьку базу зберігання озброєння та військової техніки
  - 188-й гвардійський танковий пол
  - 384-й танковий полк, Жданівка
  - 319-й гвардійський танковий полк
  - 127-й гвардійський мотострілецький полк
  - 91-й гвардійський самохідно-артилерійський полк
  - зенітний ракетний полк, Жданівка
- 75-та гвардійська танкова Бахмацька двічі Червонопрапорна ордена Суворова дивізія, Чугуїв — розформована в 1989-90 рр.
  - 216-й гвардійський танковий полк
  - 283-й гвардійський танковий полк
  - 380-й танковий полк
  - 256-й гвардійський мотострілецький полк
  - самохідно-артилерійський полк
  - зенітний ракетний полк

Бази зберігання майна, озброєння та техніки
- 5359-та гвардійська Прилуцька база зберігання військової техніки, Жданівка/Новомосковськ (314 Т-64, 24 БМП-1, 15 БРМ-1К)
- 6067-ма база зберігання майна, Жданівка/Новомосковськ
- 2897-ма база зберігання майна, Жданівка/Новомосковськ
- 6299-та база зберігання військової техніки, Гвардійське

У 1990 армії була підпорядкована виведена з Південної групи військ (Угорщина)
- 93-тя гвардійська мотострілецька Харківська двічі Червонопрапорна орденів Суворова і Кутузова дивізія смт. Черкаське, Дніпропетровська область
- На 19 листопада 1990 з Угорщини прибула частина сил дивізії, яка нараховувала: 44 танки, 80 БТР, 42 БМП, 60 САУ, 2 гармати, 3 міномети, 18 РСЗВ[6]

## Командування

### Російська імперія
- Іванов Микола Іудович (1908—1914)

### Радянські
- Командувачі[7]:
  - К. Малецький (07.02.1919 — 15.02.1919);
  - Богданов Михайло Сергійович (24.02.1919 — 04.09.1919);
  - Б. С. Козловський (24.01.1920 — 24.02.1920);
  - Янушевський Володимир Владиславович (24.02.1920 — 28.08.1920);
  - Шарапов Віталій Васильович (28.08.1920 — 00.12.1920) (до 26.11 окрвоєнком, з 26.11.1920 командувач)
  - Левічев Василь Миколайович (12.1920 — 01.1921);
  - Єгоров Олександр Ілліч (01.1921 — 04.1921);
  - Петін Микола Миколайович (з 04.1921);
  - Якір Йона Еммануїлович (11.1921 — 04.1922);
  - командарм 1 рангу Якір Йона Еммануїлович (17.05.1935 — 00.1937);
  - командарм 1 рангу Федько Іван Федорович (05.1937 — 00.1938);
  - командарм 2 рангу Тимошенко Семен Костянтинович (00.1938 — 00.1940);
  - генерал армії Жуков Георгій Костянтинович (00.1940 — 01.1941);
  - генерал-полковник Кирпонос Михайло Петрович (січень — червень 1941);
  - генерал-лейтенант Яковлєв Всеволод Федорович (1941);
  - генерал-лейтенант Косякін Віктор Васильович (жовтень 1943 — березень 1944);
  - генерал-лейтенант Герасименко Василь Пилипович (березень 1944 — липень 1945);
  - генерал-полковник Гречко Андрій Антонович (липень 1945 — травень 1953);
  - генерал армії (до 1955), Маршал Радянського Союзу Чуйков Василь Іванович (травень 1953 — квітень 1960);
  - генерал-полковник (до 1965), генерал армії Кошовий Петро Кирилович (квітень 1960 — січень 1965);
  - генерал армії Якубовський Іван Гнатович (січень 1965 — квітень 1967);
  - генерал-полковник Куликов Віктор Георгійович (травень 1967 — листопад 1969);
  - генерал-полковник Салманов Григорій Іванович (листопад 1969 — червень 1975);
  - генерал-полковник (до 1977), генерал армії Герасимов Іван Олександрович (червень 1975 — вересень 1984);
  - генерал-полковник Осипов Володимир Васильович (вересень 1984 — січень 1989);
  - генерал-полковник Громов Борис Всеволодович (січень 1989 — грудень 1990);
  - генерал-полковник Чечеватов Віктор Степанович (січень 1991 — січень 1992);
  - генерал-лейтенант Борискін Валентин Данилович (січень 1992 — листопад 1992).

### Начальники штабу округу
- Земцов М. (квітень 1920 — грудень 1920)
- Петін Микола Миколайович (грудень 1920 — січень 1921)
- Паука Іван Христіанович (січень 1921 — квітень 1922)
- Кучинський Дмитро Олександрович (травень 1935 — травень 1936)
- комдив Бутирський Василь Петрович (травень 1936 — квітень 1937)
- комдив Подчуфаров Микола Іванович (квітень 1937 — липень 1937)
- комдив Захаркін Іван Григорович (липень 1937 — червень 1938)
- комдив Смородинов Іван Васильович (червень 1938 — жовтень 1938)
- комбриг Ватутін Микола Федорович (жовтень 1938 — липень 1940)
- генерал-лейтенант Пуркаєв Максим Олексійович (липень 1940 — червень 1941)
- генерал-майор Антонов Олексій Інокентійович (червень 1941 — серпень 1941)
- генерал-майор Хрипунов Михайло Васильович (жовтень 1943 — липень 1945)
- генерал-майор Тер-Гаспарян Геворк Андрійович (липень 1945 — травень 1949)
- генерал-лейтенант Кондратьєв Олександр Кіндратович (червень 1949 — лютий 1950)
- генерал-лейтенант Гризлов Анатолій Олексійович (лютий 1950 — квітень 1952)
- генерал-лейтенант Бобков Федір Миколайович (квітень 1952 — грудень 1954)
- генерал-лейтенант танкових військ Стогній Георгій Юхимович (грудень 1954 — березень 1956)
- генерал-полковник Іванов Семен Павлович (квітень 1956 — вересень 1959)
- генерал-полковник Крамар Володимир Михайлович (вересень 1959 — грудень 1964)
- генерал-лейтенант Володін Микола Костянтинович (грудень 1964 — січень 1970)
- генерал-лейтенант Єршов Іван Дмитрович (березень 1970 — червень 1977)
- генерал-лейтенант Постников Станіслав Іванович (червень 1977 — серпень 1979)
- генерал-лейтенант Єлагін Олександр Сидорович (вересень 1979 — квітень 1982)
- генерал-лейтенант Федоров Олексій Костянтинович (травень 1982 — квітень 1986)
- генерал-лейтенант Калінін Михайло Миколайович (квітень 1986 — травень 1988)
- генерал-лейтенант Дубинін Віктор Петрович (травень 1988 — липень 1989)
- генерал-лейтенант Борискін Валентин Данилович (липень 1989 — грудень 1991)

### Перші заступники командувача
- генерал-лейтенант Олешев Микола Миколайович (грудень 1951 — січень 1953)
- генерал-полковник Болдін Іван Васильович (жовтень 1953 — травень 1958)
- генерал-лейтенант Лащенко Петро Миколайович (травень 1959 — вересень 1962)
- генерал-полковник Чиж Володимир Пилипович (вересень 1962 — серпень 1969)
- генерал-лейтенант танкових військ Горбань Василь Мусійович (серпень 1969 — жовтень 1974)
- генерал-лейтенант танкових військ Городецький Георгій Дмитрович (жовтень 1974 — вересень 1977)
- генерал-лейтенант танкових військ Терентьєв Юрій Павлович (вересень 1977 — березень 1981)
- генерал-лейтенант Фомін Анатолій Дмитрович (березень 1981 — 1988)
- генерал-лейтенант Цвєтков Владилен Васильович (травень 1988 — грудень 1991)

### Члени Революційної Військової ради округу
- Риндіч Андріан Пилипович (січень 1920 — березень 1920)
- Ланда Михайло Маркович (березень 1920 — червень 1920)
- Славін Йосип Єремійович (червень 1920 — січень 1921)
- Аралов Семен Іванович (січень 1921 — березень 1921)
- Левічев Василь Миколайович (березень 1921 — січень 1922)
- Салько М. В. (січень 1922 — квітень 1922)

### Члени Військової ради округу (до 1991)
- корпусний комісар Амелін Михайло Петрович (травень 1935 — травень 1937)
- корпусний комісар Щаденко Юхим Опанасович (травень 1937 — листопад 1937)
- дивізійний комісар Смирнов Ілля Корнилович (грудень 1937 — квітень 1938)
- дивізійний комісар Поляков Михайло Миколайович (квітень 1938 — листопад 1938)
- дивізійний комісар Ніколаєв Андрій Семенович (листопад 1938 — квітень 1939)
- корпусний комісар Мельников Олексій Миколайович (квітень 1939 — липень 1939)
- корпусний комісар Борисов Володимир Миколайович (липень 1939 — вересень 1939)
- корпусний комісар Кожевников Сергій Костянтинович (вересень 1939 — липень 1940)
- корпусний комісар Вашугін Микола Миколайович (листопад 1940 — червень 1941)
- корпусний комісар Гапанович Дмитро Панасович (червень 1941 — вересень 1941)
- генерал-майор Клементьєв Микола Миколайович (жовтень 1943 — липень 1944)
- генерал-майор Кулаков Павло Христофорович (липень 1944 — травень 1946)
- генерал-лейтенант Мжаванадзе Василь Павлович (травень 1946 — липень 1950)
- генерал-майор, з 1954 року генерал-лейтенант Александров Микола Михайлович (липень 1950 — січень 1962)
- генерал-лейтенант, з 1968 року генерал-полковник Головкін Василь Якович (січень 1962 — вересень 1969)
- генерал-лейтенант, з 1972 року генерал-полковник Беднягін Анатолій Іванович (вересень 1969 — лютий 1975)
- генерал-лейтенант, з 1978 року генерал-полковник Дементьєв Володимир Тимофійович (лютий 1975 — березень 1982)
- генерал-полковник Родін Віктор Семенович (березень 1982 — вересень 1984)
- генерал-лейтенант Арапов Віталій Федорович (жовтень 1984 — червень 1987)
- генерал-лейтенант Шаригін Володимир Олександрович (червень 1987 — квітень 1991)

### Начальник військово-політичного управління— заступник командувача військ округу (у 1991)
- генерал-лейтенант Шариков Борис Іванович (квітень — листопад 1991)

### Начальники Політичного управління військового округу (до 1957)
- дивізійний комісар Горностаєв Іван Михайлович (1937 — 1938)
- дивізійний комісар Поляков Михайло Миколайович (1938)
- дивізійний комісар Пожидаєв Юхим Тарасович (1938 — 1940?)
- полковник Лукашук Володимир Захарович (1943 — 1945)
- генерал-майор Савков Микола Никифорович (1945 — 1948)
- генерал-майор Дібров Володимир Андрійович (1948 — 1951)
- генерал-майор Калашник Михайло Харитонович (1951 — 1954)
- генерал-майор Громов Олександр Георгійович (1954 — 1957)